# Cylindr-Hlava-Sektor

Struktura disku:
A – plotny (kotouče s magnetickou vrstvou)
B – otočné raménko nesoucí všechny hlavy
C – záznamová a čtecí hlava (head)
D,E – cylindr (stopa, prochází všemi plotnami, tj. válec)
F – sektor (úhlová výseč se stopami)

Cylindr-Hlava-Sektor, (zkratka CHS, anglicky Cylinder-Head-Sector, česky stopa-hlava-sektor nebo válec-povrch-výseč) je starší způsob adresování sektorů pro přístup k pevným diskům počítačů. U nejstarších disků do kapacity cca 120MB odpovídala geometrie disku (počet válců, hlav a sektorů na stopu) adresaci pomocí CHS. U disků vyšších kapacit, které mají proměnný počet sektorů na stopu, aby se lépe využila plocha disku, geometrie CHS ztrácí svůj původní význam.

## Popis
Pevný disk je složen z jednoho nebo více ploten (kotoučů), na kterých je nanesena magnetická vrstva. Jednoznačná pozice čtených dat je určena trojicí hodnot: stopa-hlava-sektor. Záznam je prováděn do jednotlivých stop, což jsou soustředné kružnice. Protože jsou čtecí a záznamové hlavy pevně spojené, jsou vždy všechny nastaveny na stejnou stopu. Proto se stopa někdy označuje jako válec (procházející skrz všechny plotny). Na každé stopě je několik sektorů (dříve obvykle po 512 bajtech, dnes je běžná velikost sektoru 4096 bajtů), přičemž starší disky mají stejný počet sektorů na obvodu i na vnitřní stopě, z čehož vyplývá, že hustota záznamu je u středu plotny větší. U disků s vyššími kapacitami používá různý počet sektorů na stopě, aby byla zachována hustota záznamu dat.

## Omezení
Kapacita disků adresovaných metodou CHS je omezena maximálním rozsahem jednotlivých hodnot – 1024 válců, 256 hlav (povrchů) a 63 sektorů daných prostorem pro uchovávání CHS adres a rozsahem parametrů služeb BIOSu IBM PC. Protože se zvyšování kapacity disků neubíralo cestou zvyšování počtu povrchů, ale počtu cylindrů, začalo se u větších disků (obvykle >120 MB) používat přemapování čísel válců na vyšší počet hlav, což umožnilo používat tento systém adresování pro disky s kapacitou do cca 8 GB. U modernějších počítačů a disků bylo CHS adresování nahrazeno adresováním LBA.

## Nástupce LBA
U moderních disků je adresování CHS nahrazeno modernějším adresováním LBA, které čísluje sektory na disku lineárně a neopírá se o znalost geometrie disku (která nemá u moderních disků žádný význam).